# Lex Doria Pamfili
Lex Doria Pamfili fue un edicto anunciado el 1 de octubre de 1802 por el cardenal Giuseppe Maria Doria Pamphili en el nombre del papa Pío VII, dedicado a la protección de las obras de arte.
Bajo protección quedaron, sobre todo, obras del arte antiguo, pero también obras de otras épocas históricas. Quedó prohibida cualquier exportación y salida de las esculturas, de los relieves y de las pinturas antiguas (griegas y romanas), fuera de los límites de los Estados Pontificios. Se prohibió también quitar las mosaicas de las paredes, trasladar los obeliscos, urnas, inscripciones, sarcófagos, etc.
Como castigo eran previstas multas de unos 500 ducados, 5 años de prisión, como también castigos físicos según el parecer del camarlengo.
Se ha creado la Oficina del Inspector de las Bellas Artes y del Comisario de los Monumentos.